# Sphindiphorus natalensis
Sphindiphorus natalensis es una especie de coleóptero de la familia Sphindidae.

## Distribución geográfica
Habita en  Natal en (Sudáfrica).